# Liolaemus kulinko
Liolaemus kulinko — вид ящірок з родини Liolaemidae. Описаний у 2023 році.

## Поширення
Ендемік Аргентини. Відомий лише у типовому місцезнаходженні — на південному заході від міста Аньєло у провінції Неукен на заході країни. Мешкає у кам'янистій спекотній пустелі.

## Опис
Тіло завдовжки 8 см, хвіст — 11.2 см. Liolaemus kulinko належить до секції Liolaemus montanus (Koslowsky, 1898) групи Liolaemus boulengeri (Abdala 2007; Abdala et al. 2021c), оскільки має ділянку збільшених лусочок на задній стороні стегна (Etheridge 1995; Abdala 2007). У групі L. boulengeri він належить до клади Liolaemus melanops субклади Liolaemus goetschi та комплексу Liolaemus cuyanus, оскільки має світло-блакитні лусочки на флангах тіла та хвоста, чорний край на задній межі паравертебральних плям, чотири-шість лусочок у контакті з розумовою шкалою, наявність меланічного гулярного кільця, явних плям на лопатці та такої самої форми тіла та схожого лепідозу (Abdala 2007; Abdala та ін. 2012b, 2021c). Відрізняється від видів клад Liolaemus anomalus і Liolaemus darwinii тим, що має задні зуби з коронками розширених країв і чотирма-шістьма лусочками, що контактують з головною лускою. Він також відрізняється від видів клади L. anomalus, маючи менш розвинений очний ремінець або «гребінець», самці з більшою кількістю преклоакальних пор, більшим співвідношення між довжиною морди та вентиляційного отвору (SVL) і довжиною хвоста (TL).